# Tapatío
Tapatío – ostry sos pochodzący z Kalifornii, produkowany na bazie doświadczeń tradycyjnej kuchni meksykańskiej.

## Charakterystyka
Produkowany jest na bazie wody i kwasu octowego z dodatkiem czerwonej papryki (prawdopodobnie tabasco i cayenne, a być może pequin i chile de arbol), soli, czosnku oraz przypraw, a także gumy ksantanowej i benzoesanu sodu.
Sos charakteryzuje się stosunkowo łagodnym, ciepłym smakiem w połączeniu z nutą pikantności. Jest jednym z najpopularniejszych amerykańskich ostrych sosów (obok Tabasco Original Red Sauce i Frank’s RedHot Original Cayenne Pepper Sauce). Ma stosunkowo niską zawartość sodu. Receptura produktu nie została zmieniona od daty wprowadzenia na rynek.

## Historia
W 1971 meksykański imigrant w USA, Jose-Luis Saavedra (senior) założył przedsiębiorstwo w Maywood, gdzie rozpoczął produkcję tradycyjnego, meksykańskiego sosu, który dystrybuował w butelkach o pojemności 5 oz. (około 147.87 ml). Produkt stał się popularny, zwłaszcza wśród latynoskiej społeczności w Stanach Zjednoczonych. W 1988 wprowadzono na rynek większą butelkę, o pojemności 10 oz. (około 295.74 ml), a w 1989 o pojemności 32 oz. (około 946.35 ml). W 1997 zmieniono etykietę na butelkach, a w 1999 wprowadzono butelkę galonową, adresowaną przede wszystkim dla branży gastronomicznej. W roku 2000 rozpoczęto dystrybucje w małych, 7-gramowych saszetkach dla sieci fast-food oraz żołnierzy US Army.